# Copestylum aster
Copestylum aster är en tvåvingeart som först beskrevs av Charles Howard Curran 1939.  Copestylum aster ingår i släktet Copestylum och familjen blomflugor.
Artens utbredningsområde är Peru. Inga underarter finns listade i Catalogue of Life.